# Ducaton
Le ducaton, ducatone ou ducatoon est une  pièce de monnaie en argent des XVIe – XVIIIe siècle valant la moitié d'un ducat.

## Historique
Le premier type de pièce ducaton a été le scudo connu comme le « ducatone da  soldi cento » (de 100 soldi)  frappé à Milan en 1551 par l'empereur Charles Quint. Les ducatons ont été produits en grand nombre dans de nombreux états italiens pendant le XVIIe siècle et se propagent à d'autres parties de l'Europe. En 1618, le ducaton est produit dans le Brabant et à Tournai en comprenant 32,48 grammes d'argent 0.944 et représentant Albert et Isabelle. Le ducaton est remis au goût du jour à Liège par le prince-évêque Maximilien-Henri de Bavière.

## Cavalier d'argent

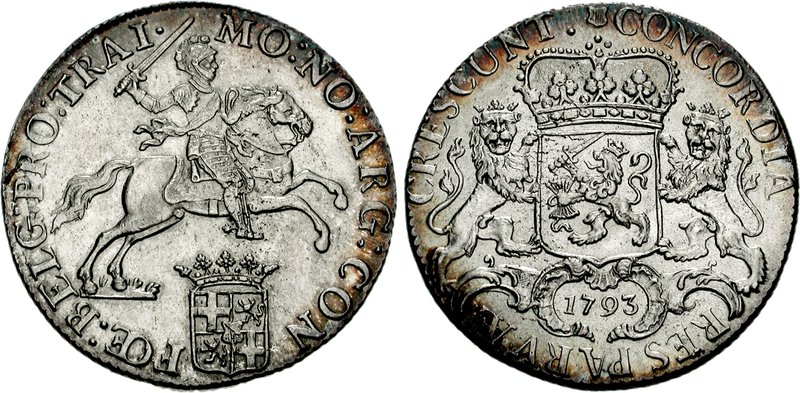
Cavalier ducaton, 1793, les armes d'Utrecht sous le cheval

En 1659, les Provinces-Unies débutent la production du ducaton cavalier d'argent, représentant un chevalier monté sur un cheval. Sous le cheval, un bouclier indique la province de la frappe. Cette pièce de 32,779 grammes d'argent 0.941 représente les armories des Provinces-Unies sur le revers. Les ducatons cavaliers ont été frappés jusqu'en 1798. Dans la période 1726-1751, ils portaient le monogramme de la Compagnie néerlandaise des Indes orientales.
En tant que pièce de monnaie de commerce, la conception familière du cavalier néerlandais a permis de concurrencer des pièces bien-connues dans le monde telles que la pièce de huit. Il a été évalué à 60 stuivers.